# Alberto Fernández (calciatore)
Alberto Fernández Fernández (Carreño, 19 novembre 1943) è un ex calciatore spagnolo.

## Carriera
Centrocampista, dopo aver giocato in Segunda División con Sporting Gijón e Real Valladolid, legò la propria carriera all'Atlético Madrid giocando 279 partite in campionato per 15 reti tra il 1969 e il 1979. Con i colchoneros vinse sei titoli (tre campionati, due edizioni della Coppa del Re e la Coppa Intercontinentale) partecipò alla finale di Coppa dei Campioni 1973-1974 e a entrambe le partite della Coppa Intercontinentale nel 1974.

## Statistiche

### Presenze e reti nei club
| Stagione  | Squadra         | Campionato       | Campionato | Campionato |
| Stagione  | Squadra         | Comp             | Pres       | Reti       |
| --------- | --------------- | ---------------- | ---------- | ---------- |
| 1969-1970 | Atlético Madrid | Primera División | 29         | 5          |
| 1970-1971 | Atlético Madrid | Primera División | 30         | 4          |
| 1971-1972 | Atlético Madrid | Primera División | 30         | 3          |
| 1972-1973 | Atlético Madrid | Primera División | 28         | 1          |
| 1973-1974 | Atlético Madrid | Primera División | 27         | -          |
| 1974-1975 | Atlético Madrid | Primera División | 25         | -          |
| 1975-1976 | Atlético Madrid | Primera División | 32         | -          |
| 1976-1977 | Atlético Madrid | Primera División | 31         | 1          |
| 1977-1978 | Atlético Madrid | Primera División | 32         | 1          |
| 1978-1979 | Atlético Madrid | Primera División | 15         | -          |

## Palmarès
- Campionato spagnolo: 3

Atlético Madrid: 1969-1970, 1972-1973, 1976-1977
- Coppa di Spagna: 3

Atlético Madrid: 1971-1972, 1975-1976
- Coppa Intercontinentale: 1

Atlético Madrid: 1974